# 以色列地理

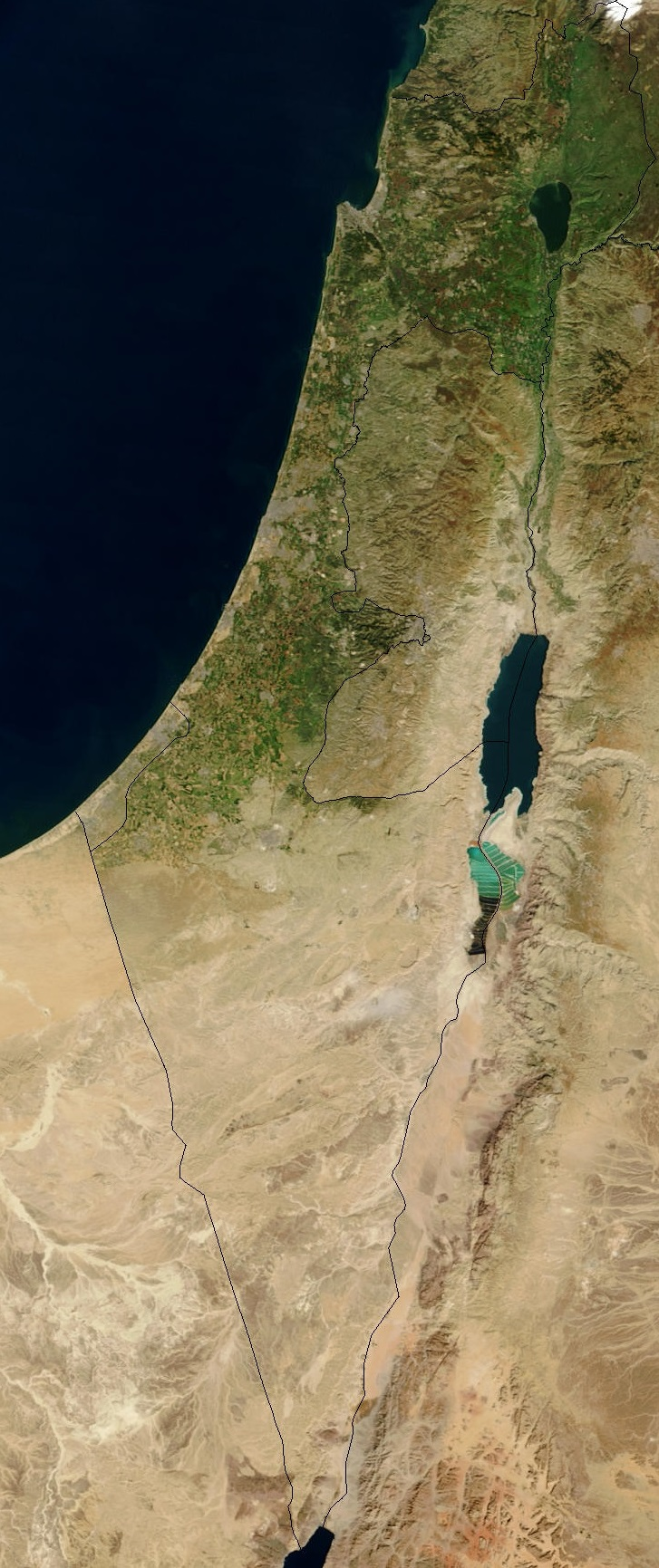
以色列衛星地圖

以色列位於地中海的東岸，是古代亞洲、歐洲和非洲的交通樞紐。整個以色列可以分為以下的區域:
- 上約旦河谷
- 上加利利
- 下加利利
- 耶斯列谷
- 亞柯平原
- 迦密山
- 沙崙平原
- 多珥平原
- 撒馬利亞
- 伯珊谷
- 下約旦河谷
- 中央便雅憫高原
- 伯特利高原
- 猶大山地
- 示非拉
- 非利士地
- 猶大曠野
- 南地